# دنیل مونلور
دنیل مونلور (انگلیسی: Daniel Monllor؛ زادهٔ ۲۰ ژوئیهٔ ۱۹۸۴) بازیکن فوتبال اهل آرژانتین است.
از باشگاه‌هایی که در آن بازی کرده‌است می‌توان به باشگاه فوتبال بوآویشتا اشاره کرد.